# Benjarvus Green-Ellis
BenJarvus Jeremy Green-Ellis (New Orleans, 2 luglio 1985) è un ex giocatore di football americano statunitense che ha militato nel ruolo di running back nella National Football League (NFL). Firmò coi New England Patriots come free agent dopo non essere stato scelto nel Draft NFL 2008. Al college ha giocato a football ad Indiana e Mississippi. Green-Ellis è comunemente conosciuto per il suo soprannome, The Law Firm (traduzione: lo studio legale), a causa del suo doppio cognome.

## Carriera professionistica

### New England Patriots

#### Stagione 2008
Green-Ellis firmò coi Patriots come free agent non scelto nel Draft 2008 il 1º maggio. Fu tagliato dalla squadra il 30 agosto 2008 e rifirmò come membro della squadra di allenamento il 1º settembre 2008. L'11 ottobre 2008 fu promosso nel roster attivo.
Green-Ellis fece il suo debutto nella NFL il 12 ottobre 2008, registrano una ricezione da 9 yard nella sconfitta dei Patriots contro i San Diego Chargers. Il 20 ottobre 2008, lo stesso giorno in cui Patriots misero in lista infortunati il running back Laurence Maroney, Green-Ellis giocò la prima partita da titolare nella vittoria dei Patriots 41-7 sui Denver Broncos nel Monday Night Football. Green-Ellis corse 65 yard su 13 portate, segnando il suo primo touchdown su una corsa da 1 yard. Durante la trasmissione televisiva del Sunday Night Football il 2 novembre 2008, Al Michaels e John Madden notarono che i suoi compagni di squadra dei Patriots avevano soprannominato Green-Ellis "Law Firm" a causa del suo doppio cognome, che ricordava il nome di uno studio legale.
Nella settimana 10 contro i Buffalo Bills, Green-Ellis giocò la sua prima partita in cui superò le 100 yard corse (105 in totale) e segnò un touchdown per la quarta gara consecutiva, segnandone quindi uno in ogni gara in cui era partito come titolare. Il touchdown da una yard con cui concluse un drive da 92 yard formato da 19 giocate pareggiò il record di franchigia per il maggior numero di giocate in un drive.

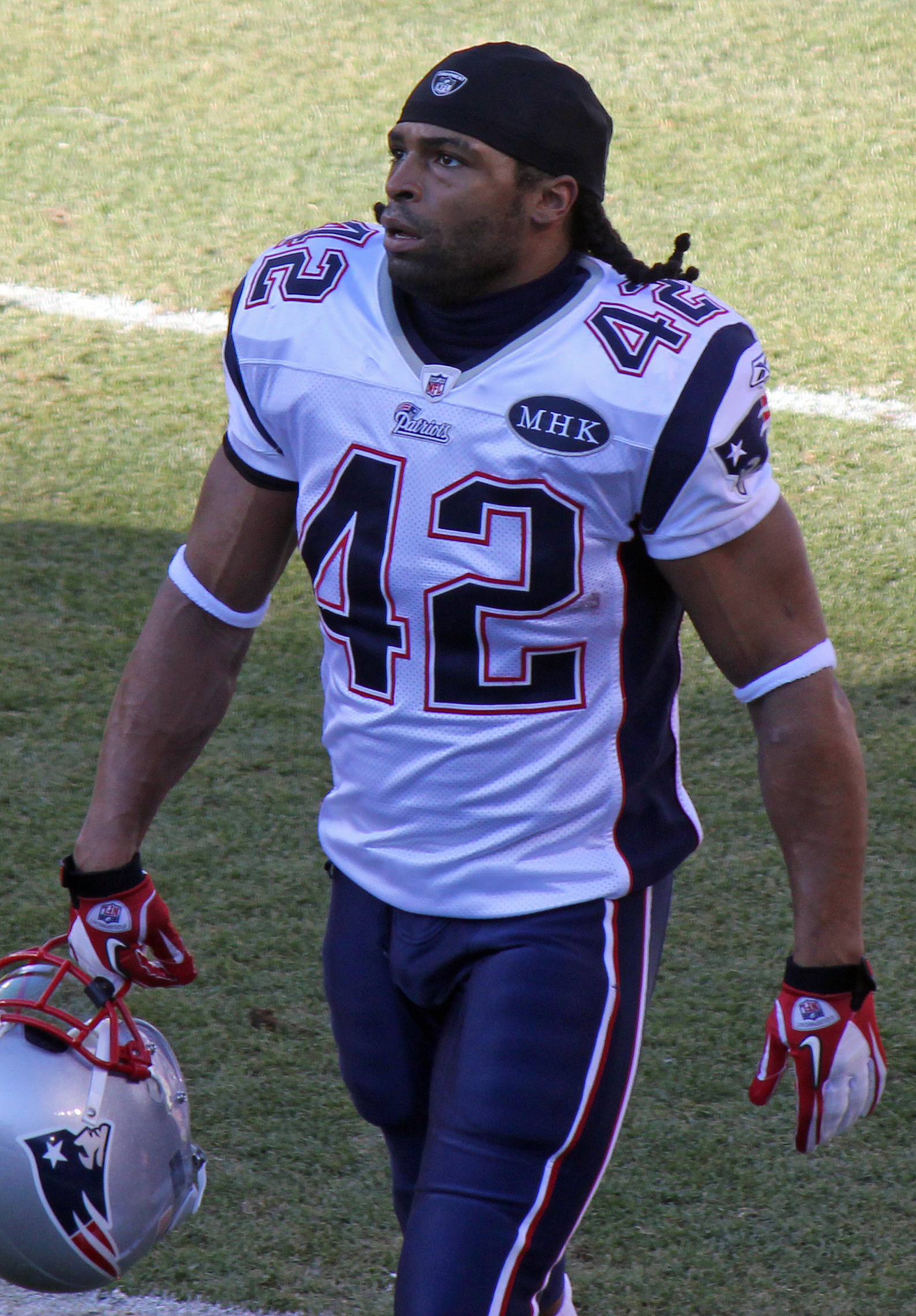
Green-Ellis con la maglia dei Patriots.

#### Stagioni 2009-2010
Green-Ellis giocò 12 gare coi Patriots nel 2009, tutte come riserva, portando il pallone 26 volte per 114 yard totali e ricevendo due passaggi per 11 yard.
Dopo la cessione di Laurence Maroney e gli infortuni ad inizio stagione di Fred Taylor e Kevin Faulk, Green-Ellis vide incrementare i propri minuti in campo nell'attacco dei Patriots del 2010. Nella settimana 3, egli corse per 98 yard su 16 portate (6,1 yard a portata) ed un touchdown nella vittoria sui Buffalo Bills. La settimana successiva giocò la prima gara da titolare della stagione, correndo per 76 yard su 16 portate ed aggiungendo un altro touchdown contro i Miami Dolphins. Il Giorno del Ringraziamento, nel corso della settimana 12, contro i Detroit Lions, Green-Ellis segno altri due nella vittoria dei Patriots. Altri due touchdown li corse nella vittoria 45–3 dei Patriots sui New York Jets nel Monday Night Football della settimana 13. Nella settimana 17 contro i Miami Dolphins, Green-Ellis superò le 1.000 yard corse in stagione, diventando il primo giocatore dei Patriots a superare tale traguardo da Corey Dillon nel 2004. Green-Ellis terminò la stagione 2010 con 1.008 yard corse su 229 portate (4,4 yard di media) e 13 touchdown.

#### Stagione 2011
Green-Ellis nella stagione 2011 giocò tutte e 16 le partite della stagione ma solo sei di essere da titolare. Egli concluse l'annata con 667 yard corse ed 11 touchdown su corsa, aggiungendo altre 159 yard su ricezione. Dopo aver terminato la stagione regolare 13-3 ed aver vinto la loro division, nei playoff i Patriots giunsero fino al Super Bowl XLVI, dove persero contro i New York Giants.

### Cincinnati Bengals
Il 21 marzo 2012, Green-Ellis firmò un contratto triennale coi Cincinnati Bengals.

#### Stagione 2012
Il 10 settembre, i Bengals ebbero una partenza difficile perdendo nettamente contro i Baltimore Ravens per 44-13, Green-Ellis fu però la nota più positiva della partita di Cincinnati guidando i suoi con 91 yard su corsa e un touchdown segnato convertendo un quarto down nel secondo quarto. Nel turno successivo, la squadra ottenne la prima vittoria stagionale contro i Cleveland Browns in cui corse 75 yard su 21 tentativi.
Nella settimana 3, Bengals vinsero la seconda gara consecutiva, contro i Washington Redskins: Law Firm corse 38 yard e segnò un touchdown ma la partita divenne a suo modo storica poiché il giocatore commise il primo fumble dopo oltre quattro anni di immacolata carriera professionistica.
Cincinnati raggiunse la terza vittoria consecutiva nella settimana 4 contro i Jacksonville Jaguars: Green-Ellis giocò bene correndo 82 yard su 26 tentativi. Nella settimana 6, i Bengals persero la terza gara stagionale contro i Cleveland Browns ancora a secco di vittorie con Benjarvus che corse 62 yard.
Nella vittoria della settimana 9 coi Broncos Green-Ellis corse 56 yard e segnò un touchdown. Un'altra grande prestazione la disputò nella vittoria della settimana 11 sui Kansas City Chiefs, la squadra col peggior record della lega, correndo 101 yard e segnando un touchdown che gli fruttarono una nomination per il premio di miglior running back della settimana, vinto poi da Doug Martin dei Tampa Bay Buccaneers. Green-Ellis confermò il suo ottimo stato di forma correndo altre 129 yard e segnando un touchdown nella vittoria sugli Oakland Raiders del turno seguente. Altre 118 yard le corse nella vittoria della domenica successiva sui Chargers.
Nel Thursday Night della settimana 15, i Bengals si portarono su un record di 8-6 battendo una squadra in difficoltà come i Philadelphia Eagles, con 106 yard e il sesto touchdown su corsa dell'anno da parte di Green-Ellis. Nel primo turno di playoff, Green-Ellis corse 63 yard ma i Bengals furono eliminati dagli Houston Texans.

#### Stagione 2013
Nella prima gara della stagione, persa contro i Bears, Green-Ellis segnò un touchdown. Nella settimana 5 contribuì a infliggere la prima sconfitta stagionale ai Patriots segnando l'unico TD dell'incontro. Il quarto stagionale lo segnò nella vittoria in trasferta della settimana 13 contro i Chargers e altri due la settimana successiva nella netta vittoria sui Colts. La sua annata si chiuse con 756 yard corse e sette touchdown disputando tutte le 16 gare della stagione regolare, in cui i Bengals vinsero la propria division ma furono ancora eliminati nel primo turno di playoff dai San Diego Chargers.
Il 29 agosto 2014, Green-Ellis fu svincolato dai Bengals.

## Palmarès
- American Football Conference Championship: 1

New England Patriots: 2011